# Molen van Bels
De Molen van Bels is een watermolen in Mander (gemeente Tubbergen), ongeveer één kilometer buiten Vasse. Deze bovenslagmolen op de Mosbeek is in 1725 gebouwd als papiermolen. Hendrik Meyer was de eerste papiermaker. Toen de papiermakerij steeds minder opbracht, liet weduwe Meyer na 1845 een nieuwe watermolen bouwen op de andere oever van de Mosbeek. Deze gebruikte ze voor het malen van cichorei, die als koffiesurrogaat werd gebruikt. In 1860 is deze molen verbouwd tot korenmolen. De molenvijver werd in 1874 aangelegd.
In 1916 kocht Jannes Bels de molens. Landschap Overijssel is eigenaar vanaf 1958. Op de plaats van de oude papiermolen verrees in 1962 Theeschenkerij Watermolen Bels. In een bijgebouw is een tentoonstelling over Overijsselse molens te zien. 
Op de 2e en 4e zondag van de maand zijn er maaldemostraties.